# Улица Торчинова (Владикавказ)
Улица Торчинова — улица во Владикавказе, Северная Осетия, Россия. Улица располагается в Промышленном муниципальном округе Владикавказа между улицами Розы Люксембург и Августовских событий. Начинается от улица Розы Люксембург.
Улица названа в честь генерального директора Дальневосточного морского управления разведочного бурения, вице-адмирала флота Анатолия Созрикоевича Торчинова.
Улица образовалась во второй половине XIX века. Впервые была отмечена в списке улиц города Владикавказа от 1891 года как Терская улица. Упоминается под этим же названием в Перечне улиц, площадей и переулков от 1925 года. 
25 ноября 1997 года Терская улица была переименована в улицу Торчинова.